# Cal Marquet de l'Era
Cal Marquet de l'Era és un edifici del municipi de Sant Llorenç Savall (Vallès Occidental) protegit com a bé cultural d'interès local. L'origen de la casa es troba al segle xii però va tenir reformes posteriors. Hi ha diverses inscripcions a les llindes de les obertures de la façana lateral, amb dates corresponents a aquestes reformes (1689, 1692...).

## Descripció
És un gran edifici de planta quadrangular, format per planta baixa, dos pisos i golfes amb teulada a quatre vessants. A la planta baixa de la façana principal hi ha diverses obertures allindanades, de dimensions i distribució irregular, que són el producte de modificacions posteriors. Al primer pis hi ha un balcó corregut de dues obertures i dues petites finestres, una a cada banda. El segon pis és ocupat per quatre petis balcons.
Al pis de les golfes hi ha sis obertures d'arc de mig punt, actualment tapiades en la seva part inferior. Les obertures allindanades es troben emmarcades en pedra.